# Sheri McCoy
Sherilyn S. McCoy (nacida en 1959) es una científica y ejecutiva de negocios estadounidense. Es ex directora ejecutiva de Avon Products y exvicepresidenta y miembro de la junta de Johnson & Johnson, donde fue responsable de las divisiones de negocios farmacéuticos y de consumo de la empresa. Fue nombrada vicepresidenta en enero de 2011, tras lo cual fue nombrada por la revista Fortune como la décima mujer en su lista de las "50 mujeres más poderosas en los negocios", lista en la que ya estaba incluida desde 2008. En febrero de 2012, renunció a su empleo en Johnson & Johnson después de 30 años de labor y posteriormente fue nombrada directora ejecutiva de Avon Products. En agosto de 2012, la revista Forbes la reconoció como la 39.ª mujer más poderosa del mundo.

## Primeros años y educación
Sherilyn S. "Sheri" McCoy nació en 1959, en Quincy, Massachusetts. Asistió a la Universidad de Massachusetts, Dartmouth, donde obtuvo su licenciatura en química textil. En 1982, obtuvo una maestría en ingeniería química de la Universidad de Princeton. Recibió su Maestría en Administración de Empresas en 1988 de la Universidad de Rutgers. Posee cinco patentes registradas en Estados Unidos y Europa.

## Carrera

### Johnson & Johnson
McCoy se unió a Johnson & Johnson como ingeniera química en 1982, donde se centró en lainvestigación y el desarrollo de productos para la salud de la mujer. Finalmente fue ascendida para dirigir la división de investigación y desarrollo de la empresa, a lo que siguió un puesto como presidenta global de la división de la empresa que desarrollaba productos que satisfacían las necesidades de los bebés, junto con productos que trataban pequeñas lesiones y heridas. En 2005, fue nombrada presidenta de la división de dispositivos de la subsidiaria Ethicon Endo-Surgery, donde fue responsable de negocios para América Latina. Simultáneamente se desempeñó como miembro del Comité Operativo del Grupo de Diagnóstico y Dispositivos Médicos.

### Grupo de Atención Quirúrgica y Farmacéutica
En 2008, McCoy fue nombrada presidenta del Grupo de Atención Quirúrgica. Este papel de liderazgo la convirtió en miembro del Comité Ejecutivo de la empresa y en una de las ejecutivas de más alto rango en la industria farmacéutica mundial. El 1.º de enero de 2009, fue ascendida para trabajar en Johnson & Johnson como presidenta internacional del grupo farmacéutico, donde fue responsable del desarrollo y distribución de nuevos productos, así como de las adquisiciones y asociaciones de esta. También dirigió el grupo durante los procedimientos legales y durante la pérdida de la exclusividad de la patente. En 2010, fue ascendida a vicepresidenta de la empresa.

### CEO de Avon
En febrero de 2012, después de 30 años de empleo en Johnson & Johnson, a McCoy se le ignoró su pedido de ascenso para suceder a William C. Weldon como director ejecutivo. Cuando Alex Gorsky, director de la asociación comercial de la industria conocida como Pharmaceutical Research and Manufacturers of America (PhRMA) y director ejecutivo de Novartis, fue nombrado para suceder a Weldon, McCoy renunció a Johnson & Johnson, el 18 de abril de 2012.
En marzo de 2012, la empresa fabricante francés de productos de belleza Coty intentó adquirir Avon Products presentando una oferta de compra previamente no solicitada por 10 mil millones de dólares. La oferta fue rechazada por los accionistas de Avon, quienes creían que la empresa valía más, afirmando que la oferta monetaria estaba muy por debajo del valor de mercado y que ello sería factible bajo el liderazgo de un nuevo director ejecutivo. El 9 de abril de 2012, apenas dos semanas después de que se rechazara la adquisición, se anunció que McCoy fue elegida para dirigir Avon Products como su nueva directora ejecutiva, desde el 23 de abril de 2012.
A principios de agosto de 2017, Sheri McCoy fue “despedida sin motivo” de su puesto como directora ejecutiva de Avon, había estado negociando su salida desde junio, ya que las ventas de la empresa se habían reducido durante su gestión.

Tras su nombramiento como directora ejecutiva de Avon Products, McCoy continuó formando parte de la junta directiva de For Inspiration and Recognition of Science and Technology (FIRST), una organización sin fines de lucro con sede en Mánchester, New Hampshire, que se enfoca en desarrollar programas diseñados para inspirar a los estudiantes a considerar llevar a cabo una carrera en los campos de ingeniería y tecnología. Además, es miembro del gabinete de líderes empresariales del presidente de la Universidad de Rutgers y, al mismo tiempo, forma parte de la junta directiva de Stonehill College, una universidad católica romana de artes liberales ubicada en Easton, Massachusetts.
En octubre de 2017, McCoy fue nombrada directora no-ejecutiva de AstraZeneca.